# Liesbeth Schlumberger
Pour les articles homonymes, voir Schlumberger.
Liesbeth Schlumberger est une organiste originaire d’Afrique du Sud, professeur assistante d'orgue au Conservatoire national supérieur de musique et de danse de Lyon depuis 1996.

## Biographie
Liesbeth Schlumberger-Kurpershoek (1964) commence ses études d’orgue avec Stephan Zondagh à l’université de Pretoria avant de se former en France, en 1987, auprès de Marie-Claire Alain pour l’orgue et d’Huguette Dreyfus pour le clavecin au conservatoire de Rueil-Malmaison. Elle se perfectionne ensuite au conservatoire de Lille auprès de Jean Boyer et suit également les cours d’improvisations auprès de Jean Langlais.
En 1996, elle est nommée assistante dans l'équipe pédagogique du département claviers, section orgue du conservatoire national supérieur de musique et de danse de Lyon dirigée alors par Jean Boyer puis plus récemment par François Espinasse. 
Depuis 1994, Liesbeth Schlumberger est titulaire des grandes orgues du temple protestant de l'Étoile à Paris. 
Elle participe à plusieurs concours internationaux, en tant que participante ou comme membre du jury, notamment en 2010, au Grand Prix de Chartres. 

## Distinctions
- 1985 : premier prix du concours national de la radio d’Afrique du Sud
- 1989 : premier prix du concours international d’orgue de Bordeaux